# Giordane (console 470)
Flavio Giordane (latino: Flavius Iordanes; fl. 466-470) è stato un politico bizantino.
Figlio del vandalo Giovanni, alla morte dell'imperatore Teodosio II nel 450, l'imperatrice Elia Pulcheria permise che Giordane si rivalesse su Crisafio per la morte del proprio padre.
Giordane era ariano ma per convenienza si convertì all'ortodossia. Nel 465 l'imperatore Leone I era arrabbiato con Giordane, magister militum vancans facente funzione di comes stabuli ("responsabile delle stalle imperiali"), perché il cavallo dell'imperatore aveva improvvisamente scartato; Giordane si rivolse per un consiglio a Daniele lo Stilita, il quale lo convinse a convertirsi, riguadagnando il favore di Leone.
Nel 466 venne nominato magister militum per Orientem, succedendo ad Ardaburio Aspare. Venne nominato console per il 470, e in tale occasione tornò a Costantinopoli, lasciando il posto di magister militum a Zenone; la sua nomina, però, provocò la rivolta di Anagaste. Sempre nel 470 ebbe la possibilità di esaminare le stanze private dell'imperatore.